# Riu Bahr al-Ghazal
Bahr al-Ghazal (àrab: بحر الغزال, Baḥr al-Ḡazāl, ‘Riu de les Gazeles’) és un riu del Sudan del Sud, afluent del Bahr al-Djabal o Nil Blanc Superior. El seu curs és de 230 km entre el seu naixement a Mashta al-Rik i la seva confluència amb el Bahr al-Djabal al llac No.
La seva conca és de 520.000 km² però proporcionalment amb poca aigua (2 m³/s) arribant només estacionalment als 48 m³/s. La conca incloent els seus afluents és de 851.459 kilòmetres quadrats.